# UFC 189
UFC 189: Mendes vs. McGregor è stato un evento di arti marziali miste tenuto dalla Ultimate Fighting Championship svolto l'11 luglio 2015 all'MGM Grand Garden Arena di Las Vegas, Stati Uniti.

## Retroscena
Questo evento venne organizzato durante l'annuale International Fight Week della UFC.
Durante l'evento vennero indossate le uniformi della Reebok, ufficialmente rivelate il 30 giugno 2015.
Nel main event, dovevano sfidarsi, in un match valido per il titolo dei pesi piuma UFC, il campione José Aldo e l'irlandese Conor McGregor. Il 23 maggio venne annunciato che il campione subì una frattura alle costole che portarono a rischio la sua presenza all'evento. Dopo altre accurate analisi, in realtà, Aldo non aveva subito una frattura, ma "solo" la contusione di una costola e altri problemi alla cartilagine dell'osso. Aldo decise inizialmente di essere in grado di affrontare il problema e prendere così parte all'evento, ma tale infortunio, oltre a dare ovvi problemi fisici, sia per gli allenamenti che per l'incontro, creò anche problemi per effettuare il taglio del peso dell'atleta stesso. In seguito la UFC decise quindi di proporre Chad Mendes, come alternativa, per affrontare McGregor in un match valido per il titolo ad interim dei pesi piuma se Jose Aldo non fosse stato in grado di competere. Il 30 giugno venne confermata l'impossibilità da parte del campione di prendere parte all'evento, così al suo posto venne inserito come da programma Chad Mendes.
Nel co-main event si affrontarono per il titolo dei pesi welter UFC il campione Robbie Lawler e il canadese Rory MacDonald. I due si erano già scontrati all'evento UFC 167, in un incontro che vide trionfare Lawler per decisione non unanime.
Matt Brown avrebbe dovuto affrontare Nate Diaz. Tuttavia, a metà aprile, Brown annunciò che l'incontro con Diaz venne cancellato ed al suo posto decise di affrontare Tim Means.
L'incontro dei pesi welter tra Jake Ellenberger e Stephen Thompson venne spostato come match principale dell'evento finale della ventunesima stagione del reality The Ultimate Fighter, che si tenne pochi giorni dopo.
Josh Hathaway doveva vedersela con Gunnar Nelson. Tuttavia, il 23 giugno, Hathaway venne rimosso dalla card a causa di un infortunio. Come nuovo avversario di Nelson venne scelto Brandon Thatch che a sua volta doveva affrontare John Howard; quest'ultimo venne spostato nel match contro Cathal Pendred. Pendred ritornò a competere nell'ottagono a soli 28 giorni dal suo ultimo incontro, quando sconfisse Augusto Montano all'evento UFC 188.
Jeremy Stephens superò il limite massimo di peso della sua categoria, andando a pesare 67.81 kg. In seguito Stephens decise di non eseguire un altro tentativo e venne penalizzato con la detrazione del 20% del suo stipendio.
Durante l'entrata dei due lottatori del main event vennero cantate dal vivo The Foggy Dew da Sinéad O'Connor per McGregor e Country Boy da Aaron Lewis per Mendes.
L'evento portò un totale di 7,200,000 dollari di entrate, battendo il record di qualsiasi evento di arti marziali miste negli Stati Uniti.

## Risultati
|                                                   | Divisione              |                   |                 |                 | Metodo                                      | Round           | Tempo           | Premio          |
| Card Principale                                   | Card Principale        | Card Principale   | Card Principale | Card Principale | Card Principale                             | Card Principale | Card Principale | Card Principale |
| ------------------------------------------------- | ---------------------- | ----------------- | --------------- | --------------- | ------------------------------------------- | --------------- | --------------- | --------------- |
| Sfida valida per il titolo di campione ad interim | Pesi Piuma             | Conor McGregor    | batte           | Chad Mendes     | KO Tecnico (pugni)                          | 2               | 4:57            | POTN            |
| Sfida valida per il titolo di campione indiscusso | Pesi Welter            | Robbie Lawler (c) | batte           | Rory MacDonald  | KO Tecnico (pugni)                          | 5               | 1:00            | FOTN            |
|                                                   | Catchweight (67.81 kg) | Jeremy Stephens   | batte           | Dennis Bermudez | KO Tecnico (ginocchiata in salto e pugni)   | 3               | 0:32            |                 |
|                                                   | Pesi Welter            | Gunnar Nelson     | batte           | Brandon Thatch  | Sottomissione (rear-naked choke)            | 1               | 2:54            |                 |
|                                                   | Pesi Gallo             | Thomas Almeida    | batte           | Brad Pickett    | KO (ginocchiata in salto)                   | 2               | 0:29            | POTN            |
| Card Preliminare                                  |                        |                   |                 |                 |                                             |                 |                 |                 |
|                                                   | Pesi Welter            | Matt Brown        | batte           | Tim Means       | Sottomissione (ghigliottina)                | 1               | 4:44            |                 |
|                                                   | Pesi Welter            | Alex Garcia       | batte           | Mike Swick      | Decisione unanime (29-28, 30-27, 30-27)     | 3               | 5:00            |                 |
|                                                   | Pesi Welter            | John Howard       | batte           | Cathal Pendred  | Decisione non unanime (29-28, 28-29, 29-28) | 3               | 5:00            |                 |
|                                                   | Pesi Gallo             | Cody Garbrandt    | batte           | Henry Briones   | Decisione unanime (30-27, 30-27, 30-27)     |                 |                 |                 |
|                                                   | Pesi Mosca             | Louis Smolka      | batte           | Neil Seery      | Decisione unanime (30-27, 30-27, 30-27)     | 3               | 5:00            |                 |
|                                                   | Pesi Leggeri           | Cody Pfister      | batte           | Yosdenis Cedeno | Decisione unanime (29-28, 29-28, 29-28)     |                 |                 |                 |

## Premi
I lottatori premiati ricevettero un bonus di 50.000 dollari.
Legenda:
- FOTN: Fight of the Night (vengono premiati entrambi gli atleti per il miglior incontro dell'evento)
- POTN: Performance of the Night (viene premiato il vincitore per la migliore performance dell'evento)

## Incontri Annullati
|                                                   | Divisione   |                  |        |                  | Motivo                                     |
| ------------------------------------------------- | ----------- | ---------------- | ------ | ---------------- | ------------------------------------------ |
| Sfida valida per il titolo di campione ad interim | Pesi Piuma  | José Aldo (c)    | contro | Conor McGregor   | Aldo subì un infortunio                    |
|                                                   | Pesi Welter | Matt Brown       | contro | Nate Diaz        | L'incontro venne cancellato                |
|                                                   | Pesi Welter | Jake Ellenberger | contro | Stephen Thompson | L'incontro venne posticipato               |
|                                                   | Pesi Welter | Gunnar Nelson    | contro | John Hathaway    | Hathaway subì un infortunio                |
|                                                   | Pesi Welter | Brandon Thatch   | contro | John Howard      | Thatch venne spostato in un altro incontro |